# Municipio de Osumacinta
El municipio de Osumacinta es un municipio mexicano perteneciente al estado de Chiapas. Sus actividades principales son la ganadería, la silvicultura y la siembra de maíz, café y cacao. La localidad se tuvo que reubicar después de ser construida la central hidroeléctrica Chicoasen porque quedaría profundamente inundada permanentemente.

## Toponimia
El nombre Osumacinta proviene del náhuatl y se interpreta como "Ladera de monos".

## Geografía
El municipio de Osumacinta tiene una superficie aproximada de 92 km².
Limita al norte con el municipio de Chicoasén, al este con los municipios de Soyaló y Chiapa de Corzo, al sur con los municipios de  Chiapa de Corzo y Tuxtla Gutiérrez, y al oeste con el municipio de San Fernando. Forma parte de la región Región III - Mezcalapa.
Según la clasificación climática de Köppen, el clima del municipio corresponde al tipo Aw tropical seco.

## Demografía
De acuerdo a los resultados del Censo de Población y Vivienda de 2020 realizado por el Instituto Nacional de Estadística y Geografía, la población total del municipio es de 3983 habitantes, lo que representa un crecimiento promedio de 0.50% anual en el período 2010-2020 sobre la base de los 3792 habitantes registrados en el censo anterior. Al año 2020 la densidad del municipio era de 43,15 hab/km².
| Gráfica de evolución demográfica de Municipio de Osumacinta entre 2000 y 2020 |
|                                                                               |
| Fuente: Instituto Nacional de Estadística Geografía e Informática             |

El 49.7% de los habitantes eran hombres y el 50.3% eran mujeres. El 92.6% de los habitantes mayores de 15 años (2534 personas) estaba alfabetizado. La población indígena sumaba 581 personas.
En el año 2010 estaba clasificado como un municipio de grado medio de vulnerabilidad social, con el 29.99% de su población en estado de pobreza extrema. Según los datos obtenidos en el censo de 2020, la situación de pobreza extrema afectaba al 21.1%% de la población (848 personas).

### Localidades
En el censo de 2020 el municipio de Osumacinta contaba con 14 localidades.
| Código INEGI      | Localidad         | Población (2020) |
| ----------------- | ----------------- | ---------------- |
| 070630001         | Osumacinta        | 1 989            |
| Otras localidades | Otras localidades | 1 994            |
| Total municipal   | Total municipal   | 3 983            |

## Salud y educación
En 2010 el municipio tenía un total de una unidad de atención de la salud, con solo una persona como personal médico. Existían 8 escuelas de nivel preescolar, 7 primarias, 3 secundarias, 1 bachillerato y 1 primaria indígena.

## Actividades económicas
Las principales actividades económicas del municipio son el comercio minorista, la prestación de servicios de alojamiento temporal y preparación de alimentos y bebidas, y en menor medida la elaboración de productos manufacturados.